# با کاروان حله
با کاروان حُلّه یک کتابِ مجموعهٔ نقد ادبی است از عبدالحسین زرّین‌کوب؛ با بیست مقاله دربارهٔ بیست تن از شاعران بزرگ که رودکی، فردوسی، فرخی، منوچهری، ناصر خسرو، مسعود سعد، خیام، سنایی، انوری، خاقانی، نظامی، عطار، مولوی، سعدی، امیر خسرو دهلوی، ابن یمین، حافظ، جامی، صائب و بهار از جمله شاعران این مجموعه‌اند. طولانی‌ترین مقاله، پیر نیشابور (خیام) در ۲۶ صفحه و کوتاه‌ترین مقاله دهقان شاعر (ابن یمین) در ۶ صفحه است.
این اثر شامل نقدهایی چندبخشی دربارهٔ شاعرانی چون رودکی، فردوسی، حافظ و سعدی است و در نقد روایی معاصر جایگاه ویژه‌ای دارد.
این کتاب نخستین بار در سال ۱۳۴۳ به چاپ رسید. این کتاب به زبان اردو نیز ترجمه و منتشر شده است.